# ادو فبریانساه
ادو فبریانساه (انگلیسی: Edo Febriansah؛ زادهٔ ۲۵ ژوئیهٔ ۱۹۹۷) بازیکن فوتبال است.
وی همچنین در [تیم ملی فوتبال اندونزی]] بازی کرده‌است.